# António Patrício
António Patrício (Porto, 7 de março de 1878 — Macau, 4 de junho de 1930) foi um escritor e diplomata português.
Em 1908 conclui o curso de Medicina na Escola Médica do Porto. No ano de 1911 ingressa na carreira diplomática ao ser nomeado cônsul em Cantão, falecendo no ano de 1930, em Macau, quando ia tomar posse como ministro de Portugal em Pequim.
A sua obra foi profundamente marcada pelas influências de Nietzsche, Maeterlinck e D'Annunzio, bem como pelas correntes literárias do simbolismo, do decadentismo e do saudosismo.

## Biografia
Nasceu no Porto a 7 de março de 1878, filho de Emília Augusta da Silva Patrício (doméstica) e de António José Patrício (armador e dono de uma agência funerária).
A morte de três dos seus irmãos menores, vitimados pela tuberculose, haveria de o marcar para sempre.
Frequentou o Liceu Rodrigues de Freitas, no Porto, prosseguindo os seus estudos na Academia Politécnica dessa mesma cidade, no curso de Matemática, embora não o tenha concluído.
Em 1898, durante o período em que cumpre o serviço militar, casa-se com a Francesa Alice Minie Josephine d'Espinay. No ano seguinte nasce o seu primeiro filho, Emílio d'Espinay Patrício. Nesse mesmo ano, António Patrício parte para Lisboa onde frequentará a Escola Naval (1899-1901) A partir de 1901 dedica-se aos estudos de Medicina na Escola Médica do Porto, concluindo o curso no ano de 1908, sem nunca vir a exercer tal profissão.
Em 1910 toma a decisão definitiva em relação à sua vocação, escolhendo a carreira diplomática. Nesse mesmo ano é nomeado cônsul de 2.ª classe em Cantão. Antes disso porém, notabiliza-se numa missão na Corunha, onde consegue impedir com sucesso a entrada de um carregamento de armas destinadas aos monárquicos portugueses presentes na Galiza e sob o comando de Paiva Couceiro. Seguem-se as missões em Manaus e Bremen. É afastado da diplomacia em 1918, após desinteligências com o general Sidónio Pais, então em ascensão. Regressa ao serviço no ano seguinte, sendo destacado para Constantinopla. A 2 de junho de 1919, foi agraciado com o grau de Oficial da Ordem Militar de Sant'Iago da Espada. Em 1920 sofre bastante com a morte de um dos seus filhos, António Patrício Júnior.
Passará ainda por Londres e Caracas antes de regressar a Portugal, em 1928, iniciando funções na Secretaria de Estado do Ministério dos Negócios Estrangeiros. Volvidos dois anos, é designado ministro de Portugal em Pequim, cargo que não chega a ocupar, vindo a falecer em Macau.
Em 1949 a Câmara Municipal de Lisboa homenageou o escritor dando o seu nome a uma rua junto à Avenida da Igreja, em Alvalade.

## Obra literária
A atividade literária de António Patrício começa a ganhar fulgor a partir de 1905 com a publicação do seu primeiro livro, Oceano. Depois deste trabalho dedicado à poesia, segue-se a publicação de O Fim (1909) e Serão Inquieto (1910) (eBook). Estes dois livros iriam evidenciar a sua versatilidade como escritor, ao demonstrar-se um sólido dramaturgo e contista. O seu talento como dramaturgo daria origem, de resto, aos seus trabalhos mais conhecidos, que são as peças teatrais Pedro, o Cru (1918), Dinis e Isabel (1919) e D. João e a Máscara (1924).
Apesar destas surtidas no universo da composição dramática, Patrício era sobretudo um poeta, muito embora boa parte da sua obra neste campo só tenha vindo a lume postumamente. A sua poesia distingue-se pela sensibilidade, pelo rigor estético e formal imprimido às suas obras e ainda pelo fundo trágico que invariavelmente acaba por ter no Amor o seu tema predileto. Cultivou o simbolismo, o decadentismo e o saudosismo, tendo sido colaborador das revistas Águia (1915-1920), Revista nova  (1901-1902), Arte & vida    (1904-1906) e Contemporânea[1915]-1926).
Em toda a sua obra perpassa a influência do niilismo de Friedrich Nietzsche, da conceção estática do dramatismo de Maurice Maeterlinck e da expressão verbal intensamente trabalhada de Gabriele D'Annunzio.